# Gare de la Barasse
La gare de la Barasse est une gare ferroviaire française de la ligne de Marseille-Saint-Charles à Vintimille (frontière) sur le territoire de la commune de Marseille, dans le quartier de la Barasse du 11e arrondissement, à l'est de la ville, dans le département des Bouches-du-Rhône, en région Provence-Alpes-Côte d'Azur.
Elle est mise en service en 2014 par la Société nationale des chemins de fer français (SNCF) en même temps que la 3e voie Marseille - Aubagne. C'est une halte ferroviaire de la SNCF desservie par des trains régionaux du réseau TER Provence-Alpes-Côte d'Azur.

## Situation ferroviaire
La gare de la Barasse est située au point kilométrique (PK) 9,828 de la ligne de Marseille-Saint-Charles à Vintimille (frontière), entre les gares ouvertes de Saint-Marcel et de La Penne-sur-Huveaune. Elle est séparée de cette dernière par la gare aujourd'hui fermée de Saint-Menet.

## Histoire
Déclaré d'utilité publique en 2003 le projet de création d'une gare nouvelle à la Barasse est entériné avec la volonté de répondre à l'accroissement démographique de la vallée de l'Huveaune et la saturation de l'autoroute A50 (sur près de 200.000 déplacements quotidiens, la part du train dans les déplacements motorisés est d’environ 5 %). Cette gare a ainsi pour objectif d'accroître l'utilisation des modes dit « doux » par la création d'un véritable pôle multimodal. Le projet prend forme concrète à partir de 2013 avec le début des travaux de terrassement.[réf. nécessaire]

### Nom
Le nom de la gare, bien que située sur le territoire de la commune de Marseille, ne comporte pas le nom de Marseille dans son appellation officielle : sur toutes les gares de voyageurs en activité à Marseille, seules celles de Marseille-Saint-Charles et de Marseille-Blancarde portent officiellement le nom de Marseille.

## Fréquentation
De 2015 à 2023, selon les estimations de la SNCF, la fréquentation annuelle de la gare s'élève aux nombres indiqués dans le tableau ci-dessous.
| Année     | 2015  | 2016  | 2017  | 2018  | 2019   | 2020  | 2021   | 2022   | 2023  |
| --------- | ----- | ----- | ----- | ----- | ------ | ----- | ------ | ------ | ----- |
| Voyageurs | 4 047 | 5 171 | 7 963 | 8 554 | 10 851 | 7 390 | 10 255 | 13 658 | 8 091 |

## Service des voyageurs

### Accueil
Halte SNCF, c'est un point d'arrêt non géré (PANG) à entrée libre. Elle est équipée d'un automate pour l'achat de titres de transport. La ligne, qui comporte 3 voies entre Marseille et Aubagne, en compte 4 en gare de la Barasse : la voie sud, sur laquelle circulent en navettes les omnibus Marseille-Aubagne, se dédouble en gare pour permettre le croisement des rames. Les voyageurs ont accès au quai situé entre les deux voies sud par un passage souterrain.

### Desserte
La Barasse est desservie chaque jour par des trains TER PACA assurant la liaison entre Marseille-Saint-Charles et Aubagne. Les horaires sont de type cadencés (arrêts à 02, 22 ou 42 selon les heures), mais avec 20 trains dans chaque sens par jour en semaine, l'offre ne correspond pas au projet initial prévoyant 2 à 3 trains par heure.

### Intermodalité
Un pôle d'échanges bus/train est prévu, mais non réalisé. Dans l'attente, les lignes de bus de Marseille (RTM) 15, 40, 50 et 64, et la ligne départementale 240 passent sur le boulevard de la Barasse.
Un parking auto d'une centaine de places et un parc à vélos sont disponibles.
Dans le futur, deux lignes de tramway pourrait se rejoindre à cet endroit, la ligne T du tramway d'Aubagne, venue du Charrel, à Aubagne et la ligne 1 du tramway de Marseille, venue des Caillols, ce afin de réaliser une fusion des deux réseaux.